# نانوکامپوزیت سبز
پژوهش‌های بسیاری برای توسعه و کاربرد زیست‌کامپوزیت‌های تقویت‌شدهٔ سازگار با محیط زیست برای استفاده در خودرو، ساخت‌وساز، بسته‌بندی و زمینه‌های پزشکی انجام شده‌است. در واقع افزودن نانوذرات باعث بهبود ویژگی‌های پلیمر شده، و سبب به‌کار بردن آن‌ها در صنایع خودروسازی و ساخت‌وساز و پزشکی می‌شود. ویژگی‌هایی که به‌طور قابل ملاحظه‌ای بهبود یافته‌اند، شامل افزایش خواص مکانیکی به عنوان مثال، مقاومت، مدول الاستیک و ثبات ابعادی (ویژگی‌های ترمومکانیکی و نفوذپذیری) به عنوان مثال، گاز، آب و هیدروکربن و پایداری حرارتی (کاهش میزان انتشار دود، مقاومت شیمیایی، ویژگی‌های ظاهری سطح، وزن و هدایت الکتریکی است).
نانوکامپوزیت‌ها سامانه‌های دو فازی از ماتریس پلیمری و پرکننده‌اند. دلیل بهبود خواص مختلف نانوکامپوزیت‌ها مربوط به اندازهٔ ذرات فاز پرکننده است. با کاهش اندازهٔ ذرات فاز پرکننده، سطح ویژه افزایش و متوسط فاصله بین ذرات کاهش می‌یابد و سطح مشترک که مسئول ارتباط بین ماتریس و پرکننده است، افزایش قابل ملاحظه‌ای نشان می‌دهد. در نتیجه، تعداد برهم‌کنش‌های بین ماتریس و پرکننده افزایش می‌یابد. این امر باعث بهبود خواص فیلم‌های نانوکامپوزیت نسبت به فیلم‌های معمولی می‌شود.
در گذشته، علاقهٔ عمده‌ای در استفاده از مواد مصنوعی مانند پلی‌استرهای آلیفاتیک، پلی‌استرهای آلیفاتیک معطر، پلی‌وینیل الکل، پلی‌استایرن، نانو رس، شیشه و الیاف کربن نانولوله‌های کربن و غیره برای تولید نانوکامپوزیت وجود داشت. در حال حاضر استفاده از این مواد، به دلیل کمبود ترکیبات آلی ناشی از کاهش نفت و منابع گاز و افزایش قیمت نفت و گاز به یک چالش بزرگ تبدیل شده‌است.
همچنین نگرانی‌های زیست‌محیطی به دلیل تخریب یا سوزاندن این مواد و گرم شدن کرهٔ زمین، هزینه‌های غیر اقتصادی، ایجاد آلودگی در بازیافت و انتشار آن و مسمومیت مصرف‌کنندگان نیز وجود دارد. باتوجه به این نگرانی‌ها تلاش برای پیدایش موادی که می‌توانند بر این چالش‌ها غلبه کنند و باعث حفظ خواص مورد نیاز برای کاربردهای مختلف شوند یک ضرورت است. استفاده از کامپوزیت‌های پلیمری از منابع تجدیدپذیر دارای مزایای بیشتر از منابع مصنوعی است، به ویژه استفاده از آن‌ها به عنوان راه حلی برای روبه‌رو شدن با مشکلات زیست‌محیطیِ ایجاد شده توسط زباله‌های پلاستیکی است.
همچنین از آن‌ها به عنوان یک جایگزین برای حفظ توسعهٔ پایدار اقتصادی و فناوری محیط زیست هستند. امروزه استفاده از کامپوزیت‌های سبز به‌طور گسترده‌ای با توجه به نوآوری مورد نیاز برای توسعهٔ مواد از پلیمرهای زیست‌تخریب‌پذیر، حفظ مواد اولیهٔ فسیلی، زیست‌تخریب‌پذیری و کاهش در حجم انتشار دی‌اکسید کربن به اتمسفر، مورد بررسی قرار گرفته‌اند. استفاده از منابع کشاورزی مانند ضایعات و محصولات، برای تولید مواد سبز، از دلایل گسترش تحقیقات در زمینهٔ نانوکامپوزیت‌های سبز است. انتظار می‌رود استفاده از نانوکامپوزیت‌های سبز به منظور بهبود سرعت تولید و سازگاری با محیط زیست افزایش یابد.

## پلیمرهای سبز
مواد سبز موادی هستند که زیست‌تخریب‌پذیر و تجدیدپذیر باشند. از مزایای مهم در مورد کامپوزیت‌های سبز سازگاری آن‌ها با محیط زیست زیست‌تخریب‌پذیری و پایداری آن‌ها است. در پایان عمرشان آن‌ها را می‌توان بدون آسیب رساندن به محیط زیست به راحتی دفع یا کمپوست نمود. چالش‌های کامپوزیت‌های سبز اساساً شامل چالش‌های هنگام به دست آوردن پلیمرهای سبز که به عنوان ماتریس برای تولید مواد مرکب استفاده می‌شود، است.
به پلیمری سبز گفته می‌شود، هنگامی که دارای خواص سازگار با محیط زیست مطلوب مانند قابلیت تجدید و تجزیه‌پذیری باشد. تجزیهٔ زیستی به معنی تخریب پلیمر در محیط طبیعی است که شامل تغییر در ساختار شیمیایی، کاهش خواص مکانیکی و ساختاری و تغییر به ترکیبات دیگر سازگار با محیط زیست است.
پلیمرهایی که از منابع طبیعی ساخته می‌شوند شامل نشاسته، لیگنین، سلولز استات، پلی‌لاکتیک اسید (PLA)، پلی‌هیدروکسی آلکانوآت‌ها (PHA)، پلی‌هیدروکسی بوتیرات (PHB) و برخی از منابع مصنوعی مانند پلی‌استرهای آلیفاتیک و پلی‌استرهای آروماتیک، پلی‌وینیل الکل، پلی الفین اصلاح شده و غیره هستند.

## انواع کامپوزیت‌های سبز

### کامپوزیت‌های برپایهٔ نشاستهٔ ترموپلاستیک
نشاسته یکی از زیست‌پلیمرهاست، که به دلیل فراوانی در طبیعت، قیمت ارزان و آسانی آماده‌سازی و قابلیت تولید فیلم و مواد بسته‌بندی سخت یا نیمه‌سخت از آن، مورد توجه زیادی قرار گرفته‌است. با این وجود، این زیست‌پلیمر معایبی دارد که استفاده از آن را در تولید فیلم و سایر مواد بسته‌بندی محدود می‌سازد. این معایب عبارت‌اند از، مقاومت ضعیف فیلم آن در برابر رطوبت، خواص مکانیکی نسبتاً ضعیف به دلیل آب‌دوستی زیاد نشاسته و تضعیف خواص مکانیکی فیلم در شرایطی مانند رطوبت نسبی زیاد. روش‌های مختلفی برای بهبود خواص فیلم نشاسته وجود دارد که یکی از جدیدترین آن‌ها اختلاط نشاسته با نانوپرکننده‌ها و تولید نانوکامپوزیت‌هاست.

### کامپوزیت‌های برپایهٔ پلی‌لالکتیک اسید
پلی‌لاکتیک اسید (PLA) زیست‌پلیمری گرمانرم و آلیفاتیک خطی است. مونومرهای تشکیل‌دهندهٔ آن لاکتیک اسید یا ۲-هیدروکسی پروپیونیک اسید است. در اثر پلیمریزاسیون تراکمی این مونومرها یا پلیمر شدن حلقه گشای الکتید می‌توان به پلی‌لاکتیک اسید دست یافت. با وجود مزایای زیادی که پلی‌لاکتیک اسید در مقایسه با سایر زیست‌پلیمرها دارد، استفاده آن در صنعت و رقابت با پلیمرهای صنعتی با چند چالش اصلی روبه‌روست، از جمله: نفوذپذیری زیاد به بخار آب و گازها، دمای ۰ انتقال شیشه‌های Tg (کم، پایداری گرمایی ضعیف، ترد و شکننده بودن که نیاز به اصلاح و بهبود خواص را پیش از استفاده اجتناب‌ناپذیر می‌کند. برای غلبه بر این مشکلات می‌توان از راهکارهایی همچون استفاده از نرم‌کننده‌های مناسب، ترکیب با سایر پلیمرها، بهینه‌سازی شرایط تبلور و استفاده از افزودنی‌های مناسب برای تولید انواع کامپوزیت‌ها استفاده کرد. استفاده از نانوذرات و تولید نانوکامپوزیت برای بهبود خواص پلیمرها به دلیل تنوع و اثربخشی زیاد این ذرات بسیار مطرح است.

### کامپوزیت‌های برپایهٔ سلولز
سلولز به عنوان فراوان‌ترین زیست‌پلیمر و مشتقات حاصل از آن از افزودنی‌هایی هستند که سال‌هاست برای تولید چند سازه‌ها و اخیراً نانوچندسازه‌های سبز تماماً زیست‌تخریب‌پذیر از ترکیب الیاف طبیعی با رزین‌های زیست‌تخریب‌پذیر به کار گرفته شده‌اند. سلولز حاصل از محصولات کشاورزی به عنوان یک منبع پلیمرهای زیستی است، که می‌تواند جایگزین پلیمرهای نفتی شود. نانوکامپوزیت‌های سبز با موفقیت با استفاده از استات سلولز (CA) روان‌کنندهٔ تری‌اتیل سیترات (TEC) و خاک رس اصلاح شده از طریق ترکیب مذاب تولیده شده‌است. پلاستیک سلولزی با ۲۰ درصد وزنی استات سلولز خالص و ۲۰ درصد وزنی تری اتیل پالستی سیترات به عنوان ماتریس پلیمری برای تولید نانوکامپوزیت مورد استفاده قرار گرفت. نتایج نشان داد، که نانوکامپوزیت‌های سلولزی مبتنی بر پلاستیک حاوی ۲ و ۰۰ درصد وزنی نانو رس ساختار بهتری نسبت به ۲۰ درصد وزنی نانو رس داشته‌است. مقاومت کششی، مدول و پایداری گرمایی پلاستیک سلولزی افزایش یافته‌است. اخیراً در پژوهشی، نانوکامپوزیتی بر پایهٔ سلولز و نانو پلی پیرول با فرایند پلیمیزاسیون درجا آماده شد و به عنوان حسگر دمایی بررسی شد. همچنین پژوهش‌هایی در زمینهٔ کاربرد نانوکامپوزیت‌های بر پایهٔ سلولز در مصارف دارویی انجام شده‌است.